# Liodrosophila pallidipennis
Liodrosophila pallidipennis är en tvåvingeart som först beskrevs av Harrison 1954.  Liodrosophila pallidipennis ingår i släktet Liodrosophila och familjen daggflugor.
Artens utbredningsområde är Samoa. Inga underarter finns listade i Catalogue of Life.